# 木刻運動
木刻運動，中國美術家在1930年代發起的木刻版畫創作及推廣運動，主要為宣傳愛國思想。

## 起源
1920年代後期，魯迅在上海接觸到歐洲1920年代的新版畫藝術，想介紹給中國人，在1929年編寫了《近代木刻選集》4種，收錄了歐美各國及日本的版畫，引起國人對現代版畫的關注。1931年8月，魯迅邀請內山嘉吉在上海舉辦木刻技法講習會，為期一週，參加者有江豐、陳鐵耕等13人。這個講習會為木刻運動拉開了序幕，數年間散布全國。1934年6月，他将募集到的青年木刻家作品进行整理选编，汇集成《木刻纪程》以铁木艺术社名义付印出版，是中国第一本本土新兴木刻集。魯迅認為木刻藝術有利推動社會及政治改革，改造大眾意識。如今，鲁迅被称为“中国新兴木刻版画之父”。

## 興起原因
魯迅發起木刻運動後，發展急速，主要原因是在國難期間，一般美術家感到傳統國畫太注重程序，不能針對現實；至於西洋畫，主題多是裸女與風景，不能表現人間的苦難。因此木刻版畫一經魯迅提倡，吸引許多年輕畫家。這批新一代版畫家認為，木刻創作意味著脫離及挑戰傳統。

## 發展

### 1931-1933
木刻講習會的學員中，有些原是杭州國立藝術專科學校的學生。當時正巧發生九一八事變，他們就製作了木刻傳單張貼街頭，次年在法租界成立「春地美術研究所」，團員新增了力揚和從法國留學回國的艾青。這些藝術組織與左翼美術家聯盟關係密切，遭國民政府查封，展覽被取締，江豐、艾青等成員被捕入獄。但新的美術團體繼續在上海成立，都以木刻為主要的藝術表現。後來杭州國立藝專內成立「木鈴木刻研究社」，上海美專內成立「濤空畫會」，都反映木刻運家日漸增加，形成活躍的運動。

### 1934-1936
木刻運動傳播到其他城市，廣州市立美術學校在1934年成立了「現代版畫會」，參加者有李樺、賴少其、唐美偉等27人，使廣州成為上海以外木刻運動最活躍的城市。 1935年，平津木刻研究會主辦「全國木刻聯合展覽會」，展出木刻200多幅，在北京、天津、濟南、漢口、太原、上海等地展出，反映木刻藝術已傳播到各大城市。次年，第二屆全國木刻聯合展覽會由廣州現代版畫會主辦，到10多個城市展出，是抗戰前最大的一次展覽。

### 1937以後
抗戰時期，木刻運動路線轉趨激進。當中最突出的一些木刻家，如江豐、胡一川，成為共產黨在延安的藝術領袖，延安魯迅藝術學院是全國木刻畫家的大本營，充分表現革命藝術家的作風。他們處於西北邊陲，物資貧乏，油畫顏料和宣紙都得來不易，木刻所用的木塊和刀卻容易取得，是極其方便的一種藝術媒介，成為共產黨在抗戰時期有效的宣傳工具，成為解放區內一種民間藝術。其他版畫家繼續在後方宣傳木刻，1938年武漢成立中華全國木刻界抗敵協會。

## 主要人物
木刻運動的主要版畫家，有江豐、胡一川、李樺、賴少其、唐美偉等人。

### 江豐
江豐是木刻運動中最重要的畫家，九一八事變後，他組織反日的木刻宣傳運動，一度被捕入獄，七七事變後到了延安，成為魯迅藝術學院教師。他的版畫明顯受歐洲木刻家凱綏·柯勒惠支影響，強調憤怒的情緒，作品「向北站進軍」描寫上海工人拿起扁擔、杆棍去上海北站抵抗日軍，其他代表作有「碼頭工人」、「國民黨獄中的政治犯」等。

### 胡一川
胡一川在木刻運動中與江豐同樣活躍，他原是杭州國立藝術專科學校學生，因參與政治活動而被開除，後到上海加入左翼美術家聯盟，參與工人運動，1933-1936年被捕入獄。他的作品以「到前線去」最有名，畫中年輕人面孔緊張，張口吶喊，正大聲號召他人到前線去，畫面強健有力。1937年胡一川到延安教版畫，擔任木刻研究室主任。

### 李樺
李樺受魯迅贊賞為同輩中最出色的木刻家，1934年在廣州創立現代版畫會，作品感情澎湃，充滿抗爭精神，形象動人心弦，勾畫出人間疾苦和社會弊病，代表作「怒吼吧！中國」，描寫一個被蒙住眼睛的男人被緊緊捆綁在柱上，表現出絕不屈服的反抗力量。李樺同樣受凱綏·柯勒惠支的深刻影響，抗戰時期在湖南、廣西以版畫宣傳抗戰，作品有「兩代」、「沉痛的回憶」等。